# Arcidiocesi di Mérida

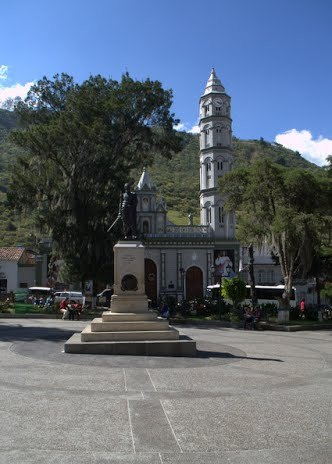
Scorcio sulla basilica minore di Santa Lucia a Timotes.

L'arcidiocesi di Mérida (in latino: Archidioecesis Emeritensis in Venetiola) è una sede metropolitana della Chiesa cattolica in Venezuela. Nel 2021 contava 640.900 battezzati su 743.100 abitanti. È retta dall'arcivescovo Helizandro Terán Bermúdez, O.S.A.

## Territorio
L'arcidiocesi comprende 17 municipi dello stato venezuelano di Mérida.
Sede arcivescovile è la città di Mérida, dove si trova la cattedrale dell'Immacolata Concezione di Maria Vergine. A Timotes, comune di Miranda, sorge la basilica minore di Santa Lucia.
Il territorio è suddiviso in 70 parrocchie.

### Provincia ecclesiastica
La provincia ecclesiastica di Mérida, istituita nel 1923, comprende 4 suffraganee:
- la diocesi di San Cristóbal de Venezuela, eretta nel 1922;
- la diocesi di Trujillo, eretta nel 1957;
- la diocesi di Barinas, eretta nel 1965;
- la diocesi di Guasdualito, eretta nel 2015.

## Storia
La diocesi di Mérida fu eretta il 16 febbraio 1778 con la bolla Magnitudo divinae bonitatis di papa Pio VI, ricavandone il territorio dall'arcidiocesi di Santafé en Nueva Granada, oggi arcidiocesi di Bogotà, di cui originariamente era suffraganea, e dalla diocesi del Venezuela (oggi arcidiocesi di Caracas).
Il 29 marzo 1785 il primo vescovo della diocesi, Juan Ramos de Lora, stabilì l'erezione del seminario diocesano, che sarà inaugurato il 1º novembre 1790.
Il 24 novembre 1803 in virtù della bolla In universalis Ecclesiae regimine di papa Pio VII la diocesi entrò a far parte della provincia ecclesiastica dell'arcidiocesi di Caracas.
Nel 1833 fu introdotta in Venezuela una legge sul patronato ecclesiastico, secondo la quale i vescovi erano nominati dal parlamento nazionale. Questa legge provocò frequenti conflitti fra lo Stato e la Chiesa, che ebbero come conseguenza lunghi periodi di sede vacante anche per la diocesi di Mérida.
Il 7 marzo 1863 cedette porzioni del suo territorio a vantaggio dell'erezione delle diocesi di Barquisimeto e di Calabozo (oggi entrambe arcidiocesi).
Il 28 luglio 1897 e il 12 ottobre 1922 cedette altre porzioni del suo territorio a vantaggio rispettivamente dell'erezione delle diocesi di Zulia (oggi arcidiocesi di Maracaibo) e di San Cristóbal de Venezuela.
L'11 giugno 1923 la diocesi è stata elevata al rango di arcidiocesi metropolitana con la bolla Inter praecipuas di papa Pio XI.
Il 4 giugno 1957, il 23 luglio 1965 e il 7 luglio 1994 ha ceduto ancora porzioni del suo territorio a vantaggio rispettivamente dell'erezione delle diocesi di Trujillo, di Barinas e di El Vigía-San Carlos del Zulia.

## Cronotassi dei vescovi
Si omettono i periodi di sede vacante non superiori ai 2 anni o non storicamente accertati.
- Juan Ramos de Lora, O.F.M. † (23 settembre 1782 - 9 novembre 1790 deceduto)
- Cándido Manuel de Torrijos, O.P. † (19 dicembre 1791 - 20 novembre 1794 deceduto)
- Antonio de Espinosa, O.P. † (18 dicembre 1795 - 23 settembre 1800 deceduto)
- Santiago Hernández Milanés † (20 luglio 1801 - 26 marzo 1812 deceduto)
  - Sede vacante (1812-1816)
- Rafael Lasso de la Vega † (8 marzo 1816 - 15 dicembre 1828 nominato vescovo di Quito)
- José Buenaventura Arias Bergara † (22 dicembre 1828 - 21 novembre 1831 deceduto)
  - Sede vacante (1831-1836)
- José Vicente de Unda † (11 luglio 1836 - 19 luglio 1840 deceduto)
- Juan Hilario Bosset † (27 gennaio 1842 - 26 maggio 1873 deceduto)
  - Sede vacante (1873-1880)
- Román Lovera † (20 agosto 1880 - 13 aprile 1892 deceduto)
  - Sede vacante (1892-1894)
- Antonio Ramón Silva † (21 maggio 1894 - 1º agosto 1927 deceduto)
- Acacio Chacón Guerra † (1º agosto 1927 succeduto - 15 dicembre 1966 ritirato[4])
- José Rafael Pulido Méndez † (22 novembre 1966 succeduto - 30 agosto 1972 deceduto)
- Ángel Pérez Cisneros † (30 agosto 1972 succeduto - 20 agosto 1979 dimesso)
- Miguel Antonio Salas Salas, C.I.M. † (20 agosto 1979 - 30 ottobre 1991 ritirato)
- Baltazar Enrique Porras Cardozo (30 ottobre 1991 - 31 gennaio 2023 ritirato[5])
- Helizandro Terán Bermúdez, O.S.A., succeduto il 31 gennaio 2023

## Istituti religiosi presenti in arcidiocesi
Istituti religiosi maschili
Nel 2013, contavano case in arcidiocesi le seguenti comunità religiose maschili:
- Agostiniani recolletti
- Carmelitani
- Carmelitani scalzi
- Gesuiti
- Redentoristi
- Eudisti
- Fatebenefratelli
- Fratelli delle scuole cristiane

- Frati minori conventuali
- Legionari di Cristo
- Claretiani
- Salvatoriani
- Salesiani
- Paolini
- Trappisti

Istituti religiosi femminili
Nel 2013, contavano case in arcidiocesi le seguenti comunità religiose femminili:
- Ancelle del Divin Cuore
- Ancelle di Cristo Re
- Carmelitane scalze
- Congregazione della Presentazione della Vergine Maria
- Figlie del Divin Salvatore
- Figlie di Gesù
- Figlie di Maria Ausiliatrice
- Missionarie dell'azione parrocchiale
- Piccole suore dei poveri di Maiquetía
- Religiose concezioniste missionarie dell'insegnamento
- Religiose francescane dell'Immacolata Concezione
- Religiose francescane missionarie dell'Immacolata
- Serve del Santissimo Sacramento
- Serve di Gesù

- Sorelle dell'Immacolata
- Suore adoratrici ancelle del Santissimo Sacramento e della carità
- Suore carmelitane di Madre Candelaria
- Suore catechiste di Nostra Signora di Lourdes
- Suore della Presentazione di Maria Santissima
- Suore di carità domenicane della Presentazione della Santa Vergine
- Suore di Nostra Signora della Carità del Buon Pastore
- Suore di Nostra Signora della Consolazione
- Suore di San Domenico di Granada
- Suore di San Giuseppe di Gerona
- Suore Domenicane di Santa Rosa da Lima
- Suore francescane del Sacro Cuore di Gesù, di Caracas
- Suore francescane missionarie di Maria Ausiliatrice
- Suore serve del Santissimo e della carità

## Statistiche
L'arcidiocesi nel 2021 su una popolazione di 743.100 persone contava 640.900 battezzati, corrispondenti all'86,2% del totale.
| anno | popolazione | popolazione | popolazione | presbiteri | presbiteri | presbiteri | presbiteri                | diaconi | religiosi | religiosi | parrocchie |
| anno | battezzati  | totale      | %           | numero     | secolari   | regolari   | battezzati per presbitero | diaconi | uomini    | donne     | parrocchie |
| ---- | ----------- | ----------- | ----------- | ---------- | ---------- | ---------- | ------------------------- | ------- | --------- | --------- | ---------- |
| 1950 | 454.000     | 455.000     | 99,8        | 89         | 65         | 24         | 5.101                     |         | 48        | 132       | 77         |
| 1966 | 261.200     | 262.000     | 99,7        | 84         | 52         | 32         | 3.109                     |         | 28        | 139       | 38         |
| 1970 | 260.000     | 270.668     | 96,1        | 74         | 41         | 33         | 3.513                     |         | 38        | 204       | 41         |
| 1976 | 377.000     | 380.000     | 99,2        | 92         | 62         | 30         | 4.097                     |         | 44        | 206       | 54         |
| 1980 | 446.000     | 450.000     | 99,1        | 81         | 57         | 24         | 5.506                     |         | 31        | 190       | 47         |
| 1990 | 607.000     | 612.396     | 99,1        | 100        | 60         | 40         | 6.070                     |         | 56        | 245       | 65         |
| 1999 | 533.072     | 543.545     | 98,1        | 112        | 75         | 37         | 4.759                     |         | 55        | 200       | 51         |
| 2000 | 543.487     | 554.931     | 97,9        | 86         | 60         | 26         | 6.319                     | 2       | 43        | 232       | 51         |
| 2001 | 547.349     | 564.277     | 97,0        | 114        | 78         | 36         | 4.801                     | 2       | 54        | 232       | 52         |
| 2002 | 516.341     | 573.712     | 90,0        | 115        | 78         | 37         | 4.489                     | 2       | 60        | 237       | 54         |
| 2003 | 530.798     | 589.775     | 90,0        | 125        | 86         | 39         | 4.246                     | 2       | 69        | 240       | 61         |
| 2004 | 543.118     | 603.464     | 90,0        | 128        | 84         | 44         | 4.243                     | 3       | 67        | 269       | 62         |
| 2013 | 625.000     | 696.000     | 89,8        | 136        | 93         | 43         | 4.595                     | 18      | 84        | 192       | 62         |
| 2016 | 595.910     | 701.070     | 85,0        | 132        | 97         | 35         | 4.514                     | 25      | 56        | 225       | 63         |
| 2019 | 625.828     | 725.251     | 86,3        | 127        | 101        | 26         | 4.927                     | 22      | 47        | 157       | 64         |
| 2021 | 640.900     | 743.100     | 86,2        | 130        | 95         | 35         | 4.930                     | 20      | 74        | 199       | 70         |